# Glenea xanthotaenia
Glenea xanthotaenia là một loài bọ cánh cứng trong họ Cerambycidae.